# Dactyloscopidae
Dactyloscopidae är en familj av fiskar som ingår i ordningen abborrartade fiskar. Enligt Catalogue of Life omfattar familjen Dactyloscopidae 48 arter.
Arterna förekommer i havet kring Nord-, Central- och Sydamerika samt i angränsande vikar och flodmynningar. De besöker sällan sötvatten. Familjens medlemmar når en längd upp till 15 cm. De gräver sig ofta ner i havets botten. Det vetenskapliga namnet är bildat av de grekiska orden daktylos (finger) och skopein (synlig).
Släkten enligt Catalogue of Life:
- Dactylagnus
- Dactyloscopus
- Gillellus
- Heteristius
- Leurochilus
- Myxodagnus
- Platygillellus
- Sindoscopus
- Storrsia